# 水上峰雄
水上 峰雄（みずかみ みねお、1935年 - 1996年）は、日本の翻訳家。

## 略歴
大阪生まれ。東京外国語大学英語科卒。
AP通信社、研究社勤務ののち、足利工業大学助教授、教授。
英語圏のサスペンス小説などを訳した。

## 翻訳
- 『天駆けるスコットランド人 ジム・クラーク物語』（ベースボール・マガジン社、スポーツ新書） 1966
- 『シュリーマンの生涯』（アーヴィング・ストーン、新潮社） 1980
- 『ジェネシスを追え』（スティーヴ・シャガン、新潮文庫） 1980
- 『アメリカが凍えた日』（リチャード・ローマー、集英社） 1982
- 『こどもの国の殺人者』（D・カーキート、新潮文庫） 1982
- 『危機を生きぬく』（ロバート・コールズ, ジェーン・ハロウェル・コールズ、立原宏要共訳、朝日選書） 1983
- 『スペース』（ジェームズ・ミッチェナー、集英社） 1983
- 『ピューリタン銀行横領作戦』（マックス・アーリック、新潮文庫） 1983
- 『宇宙大航海時代』（ロバート・M・パワーズ、新潮選書） 1984
- 『グリュンヴァルト家の財産』（マイケル・コルダ、新潮文庫） 1984
- 『デューク』（ピーター・アリス、新潮文庫） 1985
- 『ダブルマン』（ゲイリー・ハート, ウィリアム・S・コーエン、文春文庫） 1986
- 『デモン・シード』（ディーン・クーンツ、集英社文庫） 1988
- 『復讐のタイタン』（フレッド・マスタード・スチュアート、文春文庫） 1988
- 『宇宙への旅立ち』（ミッチェナー、集英社文庫） 1989
- 『ゴールデン・マイル』（ジョン・シャーロック、文春文庫） 1989
- 『ディベロッパー』（ジョン・D・マクドナルド、集英社） 1991
- 『マジック・ジョンソンのエイズにかからない方法』（集英社） 1992、のち改題文庫化『マジック・ジョンソンのエイズをもっとよく知るための本』
- 『父の祈りを』（ゲリー・コンロン、集英社文庫） 1994
- 『大統領たちが恐れた男 FBI長官フーヴァーの秘密の生涯』（アンソニー・サマーズ、新潮社） 1995、のち文庫
- 『ピラスター銀行の清算』（ケン・フォレット、新潮文庫） 1995
- 『さらばヤンキース 運命のワールドシリーズ』（デイビッド・ハルバースタム、新潮文庫） 1996
- 『マクリーンの渓谷 若きスモークジャンパーたちの悲劇』（ノーマン・マクリーン、集英社） 1997

### ジョン・ガードナー
- 『ゴルゴタの迷路』（ジョン・ガードナー、新潮文庫） 1981
- 『スパイの家系』（ジョン・ガードナー、新潮文庫） 1987
- 『オルレアン・ジグソー スパイの家系2』（ジョン・ガードナー、新潮文庫） 1993

### デニス・ジョーンズ
- 『ルビコン1』（デニス・ジョーンズ、新潮文庫） 1986
- 『「星の光作戦」壊滅』（デニス・ジョーンズ、新潮文庫） 1988
- 『バルバロッサ・レッド』（デニス・ジョーンズ、新潮文庫） 1990
- 『ユダヤ人抹消計画』（デニス・ジョーンズ、新潮文庫） 1992
- 『ヴァチカンへの密使』（デニス・ジョーンズ、新潮文庫） 1993